# Смит, Джеймс (английский футболист)
Джеймс Смит (англ. James Smith; родился 17 октября 1985 года) — английский футболист, защитник.
Смит  - воспитанник Академии «Ливерпуля», обычно выступает на позиции левого или центрального защитника. Первый профессиональный контракт с «Ливерпулем» он подписал в 2005 году. Однако так и не провёл ни одного матча за клуб в лиге. Его дебют в первой команде «Красных» всё же состоялся — 25 октября 2006 года он вышел на замену Ли Пелтьеру на 74-й минуте матча на Кубка Лиги против «Рединга». 2 января 2007 Джеймс отправился в аренду в шотландский «Росс Каунти» до конца сезона, а в августе 2007 был отдан в аренду клубу «Стокпорт Каунти», представляющему Вторую Лигу. Изначально соглашение было рассчитано на месяц, но затем клубы продлили его до конца сезона 2007/08.
29 декабря было объявлено о том, что Джеймс Смит по взаимному согласию с «Ливерпулем» расторг контракт с клубом и перешёл в «Стокпорт» на постоянной основе.